# Sønderjysk Elitesport 2017-2018
Questa voce raccoglie le informazioni riguardanti il Sønderjysk Elitesport nelle competizioni ufficiali della stagione 2017-2018.

## Rosa
| N. |                       | Ruolo | Calciatore         |
| -- | --------------------- | ----- | ------------------ |
| 1  | Croazia (bandiera)    | P     | Lukas Fernandes    |
| 2  | Portogallo (bandiera) | D     | Nicolaj Ritter     |
| 3  | Danimarca (bandiera)  | D     | Marc Pedersen      |
| 4  | Brasile (bandiera)    | D     | Ramon              |
| 5  | Danimarca (bandiera)  | D     | Kees Luijckx       |
| 6  | Islanda (bandiera)    | C     | Eggert Jónsson     |
| 7  | Danimarca (bandiera)  | D     | Simon Poulsen      |
| 8  | Danimarca (bandiera)  | A     | Christian Jakobsen |
| 9  | Svezia (bandiera)     | A     | Marko Mitrović     |
| 10 | Danimarca (bandiera)  | C     | Emil Scheel        |
| 12 | Danimarca (bandiera)  | D     | Anders Egholm      |
| 13 | Danimarca (bandiera)  | A     | Casper Olesen      |
| 14 | Danimarca (bandiera)  | C     | Mikkel Hedegaard   |
| 15 | Danimarca (bandiera)  | C     | Troels Kløve       |

| N. |                      | Ruolo | Calciatore          |
| -- | -------------------- | ----- | ------------------- |
| 16 | Finlandia (bandiera) | C     | Sakari Mattila      |
| 17 | Danimarca (bandiera) | A     | Mikael Uhre         |
| 19 | Danimarca (bandiera) | A     | Philip Zinckernagel |
| 20 | Danimarca (bandiera) | D     | Stefan Gartenmann   |
| 21 | Danimarca (bandiera) | A     | Jeppe Simonsen      |
| 22 | Fær Øer (bandiera)   | C     | Teit Jacobsen       |
| 24 | Danimarca (bandiera) | C     | Rasmus Vinderslev   |
| 25 | Danimarca (bandiera) | C     | Niki Zimling        |
| 27 | Danimarca (bandiera) | A     | Mads Hvilsom        |
| 28 | Germania (bandiera)  | P     | Sebastian Mielitz   |
| 29 | Camerun (bandiera)   | C     | Victor Ekani        |
| 30 | Danimarca (bandiera) | C     | Marcel Römer        |
| 32 | Camerun (bandiera)   | A     | William Tchuameni   |
| 35 | Danimarca (bandiera) | P     | Patrick Born        |

- Numero giocatori in rosa: 28
- Stranieri: 9 (32,1%)
- Età media: 25,7 anni

## Trasferimenti estivi
| Acquisti | Acquisti          | Acquisti       | Acquisti           |
| R.       | Nome              | da             | Modalità           |
| -------- | ----------------- | -------------- | ------------------ |
| D        | Anders Egholm     | Vejle          | gratuito           |
| P        | Sebastian Mielitz | Greuther Fürth | gratuito           |
| D        | Niki Zimling      | Magonza        | gratuito           |
| A        | William Tchuameni | Feirense       | gratuito           |
| C        | Emil Scheel       | Silkeborg      | gratuito           |
| D        | Stefan Gartenmann | Heerenveen     | gratuito           |
| C        | Victor Ekani      | AS Fortuna     | ?                  |
| A        | Mads Hvilsom      | Esbjerg        | prestito           |
|          | 8 acquisti        |                | spesa totale = 0 € |

| Cessioni | Cessioni         | Cessioni         | Cessioni              |
| R.       | Nome             | a                | Modalità              |
| -------- | ---------------- | ---------------- | --------------------- |
| A        | Johan Absalonsen | Adelaide Utd     | gratuito              |
| D        | Pierre Kanstrup  | Aarhus           | gratuito              |
| C        | Nicolaj Madsen   | Vejle            | gratuito              |
| D        | Matthias Maak    | Wacker Innsbruck | gratuito              |
| P        | Marin Skender    |                  | svincolato            |
| A        | Silas Songani    | Elverum          | prestito              |
| D        | Nicholas Marfelt | Sparta Rotterdam | prestito              |
|          | 7 cessioni       |                  | guadagno totale = 0 € |
|          |                  |                  | saldo finale = 0 €    |

## Trasferimenti invernali
| Acquisti | Acquisti          | Acquisti         | Acquisti      |
| R.       | Nome              | da               | Modalità      |
| -------- | ----------------- | ---------------- | ------------- |
| A        | Sören Frederiksen | Viborg           | gratuito      |
| A        | Silas Songani     | Elverum          | fine prestito |
| C        | Simon Kroon       | Midtjylland      | prestito      |
| D        | Nicholas Marfelt  | Sparta Rotterdam | fine prestito |
|          |                   |                  |               |

| Cessioni | Cessioni         | Cessioni   | Cessioni |
| R.       | Nome             | a          | Modalità |
| -------- | ---------------- | ---------- | -------- |
| P        | Patrick Born     |            | ritiro   |
| C        | Troels Kløve     | Odense     | ?        |
| D        | Mikkel Hedegaard | Fredericia | prestito |
|          |                  |            |          |
|          |                  |            |          |